# Megachile hecate
Megachile hecate là một loài Hymenoptera trong họ Megachilidae. Loài này được Vachal mô tả khoa học năm 1903.